# Moik Schiele
Moik Schiele (* 15. Dezember 1938 in Zürich; † 29. September 1993 ebenda) war eine Schweizer Textilkünstlerin und Illustratorin.

## Leben und Werk
Moik (Monika Magdalena) Schiele  war eine Tochter des Verlegers und Globus-Werbeleiters J. K. Schiele (1902–1988) und der E. R., geborene Keller (1914–1992).
Schiele besuchte von 1957 bis 1961 die Textilfachklasse an der Kunstgewerbeschule Zürich, wo sie von Elsi Giauque unterrichtet wurde. Giauque hatte grossen Einfluss auf das künstlerische Schaffen von Schiele. Die Ausbildung schloss sie mit dem Diplom als Gobelin-Weberin ab.

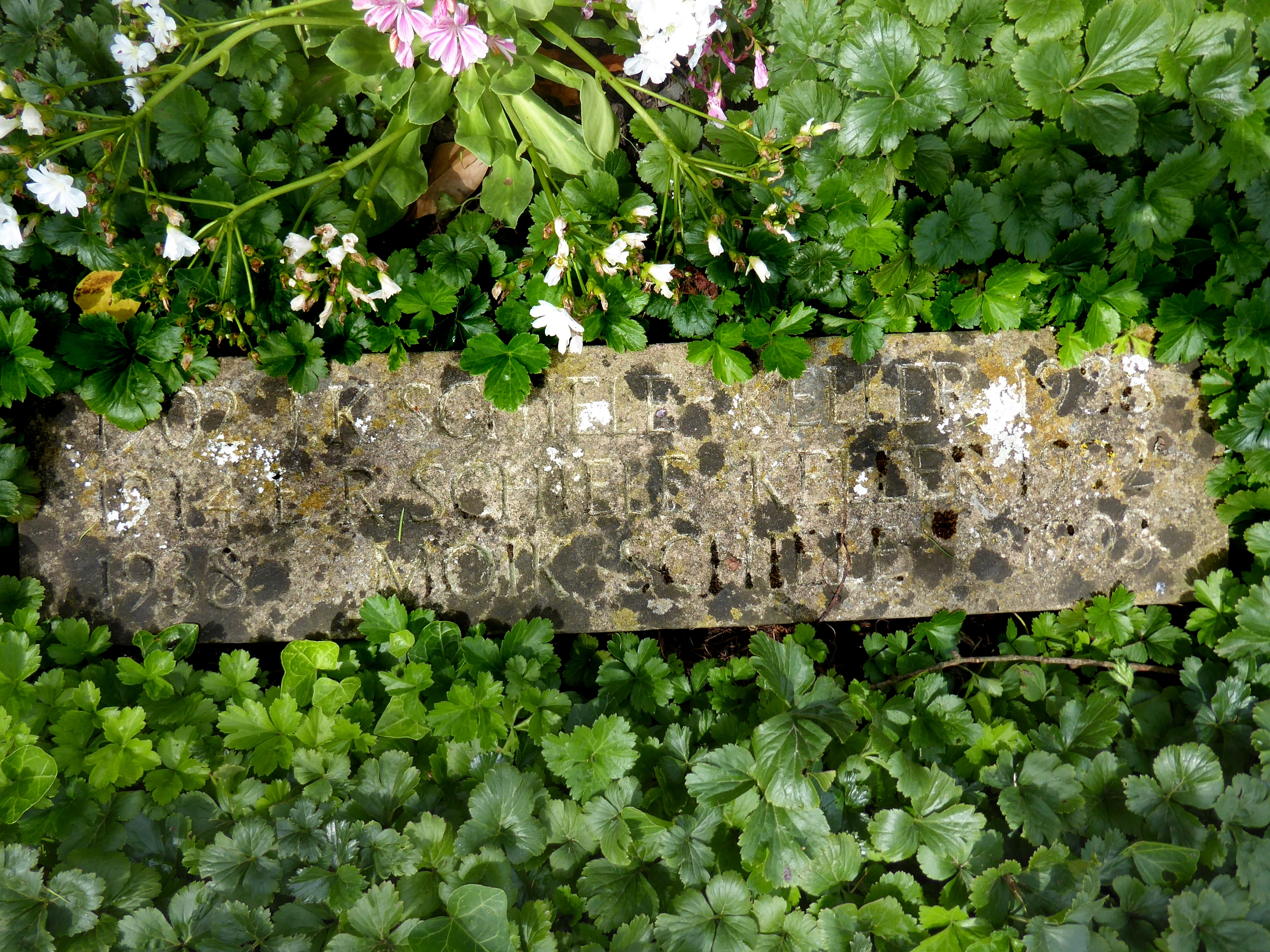
Grab auf dem Friedhof Witikon, Zürich

1961 eröffnete Schiele ihr eigenes Atelier in Zürich. Zudem arbeitete sie von 1961 bis 1965 als Therapeutin mit epileptischen Kindern. 
Als freie Künstlerin und Textilgestalterin setzte Schiele raumgreifende Aufträge für Firmen und öffentliche Bauten um, unter anderem Tapisserien für die Reformierte Kirche in Langenthal (1980), für die Kirche Glaubten in Zürich-Neuaffoltern (1970–1972) sowie 1980 für das Gottlieb Duttweiler Institut in Rüschlikon.
Schiele war ab 1961 Mitglied der Sektion Zürich des Schweizerischen Werkbundes (SWB). 1960, 1961 und 1968 erhielt sie ein Eidgenössisches Kunststipendium. 1965 zeigte sie ihre Werke in einer Einzelausstellung im Helmhaus Zürich. 1970 erhielt sie den Preis der Pro Helvetia Stiftung, 1972 einen Studien- und Werkbeitrag an bildende Künstler des Kantons Zürich.
1973 hatte Schiele eine Einzelausstellung im Kunstmuseum Luzern. 1976 erhielt sie den ersten Preis der Color Convergence, Pittsburgh. 1969, 1971, 1973, 1975 und 1977 nahm sie an der Biennale internationale de la tapisserie teil.
Ihre letzte Ruhestätte fand Moik Schiele auf dem Friedhof Witikon.